# Landsberger Hütte
Die Landsberger Hütte ist eine Schutzhütte der Kategorie I der Sektion Landsberg am Lech des Deutschen Alpenvereins (DAV). Sie liegt im Tannheimer Tal in Tirol auf 1810 m ü. A.
Die Landsberger Hütte ist von Ende Mai bis Mitte Oktober geöffnet. Die Hütte verfügt über 100 Matratzenlager und 30 Betten. Außerhalb der Hüttenöffnungszeiten steht ein Winterraum mit 10 Übernachtungsplätzen zur Verfügung.
Die Hütte liegt oberhalb des Traualpsees inmitten des Naturschutzgebiets Vilsalpsee in den Vilsalpseebergen, einer Untergruppe der Allgäuer Alpen. Wenige Meter entfernt befindet sich die Lache, ein kleiner Bergsee. Die Landsberger Hütte ist Stützpunkt der 2. Etappe des Weitwanderwegs Grenzgänger entlang der Grenze zwischen Tirol und dem Allgäu und ein beliebtes Ziel für Tagesgäste aus dem Tannheimer Tal.

## Geschichte
Die Landsberger Hütte wurde ab Juli 1928 errichtet. Vorausgegangen war die Übertragung des alpinen Arbeitsgebiets der Sektion Thüringen-Saalfeld in den Vilsalpseebergen (an die bis heute der Saalfelder Höhenweg erinnert) an die Sektion Landsberg im Jahr 1926. Am 30. Juni 1929 konnte die Hütte mit 33 regulären und 18 Not-Schlafplätzen eingeweiht werden. 1961 erfolgte ein erster Erweiterungsbau nach Osten mit neuer Gaststube, 1962 wurde eine Materialseilbahn errichtet. Eine zweite Erweiterung nach Westen und eine Aufstockung erfolgten bis 1966. 1984 wurde ein Nebengebäude auf dem Gelände des ehemaligen Maultierstalls errichtet, im Jahr 2009 wurde der Klettersteig auf die Lachenspitze eingeweiht.
Am 7. November 2012 ereignete sich im Zustieg vom Vilsalpsee ein großer Bergsturz mit rund 100.000 Kubikmetern Gestein. Der Hüttenzustieg wurde daraufhin zeitweise behördlich gesperrt. Zur Sicherung des Wegs wurde bis 2016 ein acht Meter hoher Schutzdamm am See errichtet.
Eine Kernsanierung der Gaststube und der Küche sowie die feuerschutztechnische und energetische Ertüchtigung der Hütte erfolgten in den Jahren 2018–2019. Im Jahr 2025 wurden unter anderem Personalräume aufgestockt und die Sanitäranlagen renoviert.

## Hüttenzustiege
- Vom Gasthaus Vilsalpsee (1165 m) durchs „Wändle“; Gehzeit: 2 ½ Stunden.
- Von der Bergstation der Neunerköpflebahn (1864 m) über Strindenscharte und Gappenfeldsattel (1860 m); Gehzeit: 2 ½ Stunden.
- Vom Haldensee über den Saalfelder Höhenweg; Gehzeit: 3 Stunden.
- Vom Gaichtpass bei Rauth (1080 m) durch das Birkental; Gehzeit: 5 Stunden.

## Übergänge
- Zum Prinz-Luitpold-Haus (1846 m) über den Jubiläumsweg in 5 ½ Stunden.
- Zur Willersalpe (1456 m) über Jubiläumsweg und Schrecksee in 6 Stunden.[4]
- Zum Gimpelhaus (1659 m) und der Tannheimer Hütte (1713 m) über das Birkental in 5 ½ bzw. 6 Stunden

## Touren
- Lachenspitze 2126 m
- Leilachspitze 2274 m
- Rauhhorn 2240 m
- Rote Spitze 2130 m
- Schochenspitze 2069 m
- Steinkarspitze 2067 m
- Sulzspitze 2084 m

## Klettersteig
- Über die Lachenspitze-Nordwand auf die Lachenspitze (Schwierigkeitsgrad C/D) in 2 Stunden

## Karten
- Alpenvereinskarte BY 5 Tannheimer Berge – Köllenspitze, Gaishorn (1:25.000)

## Bilder

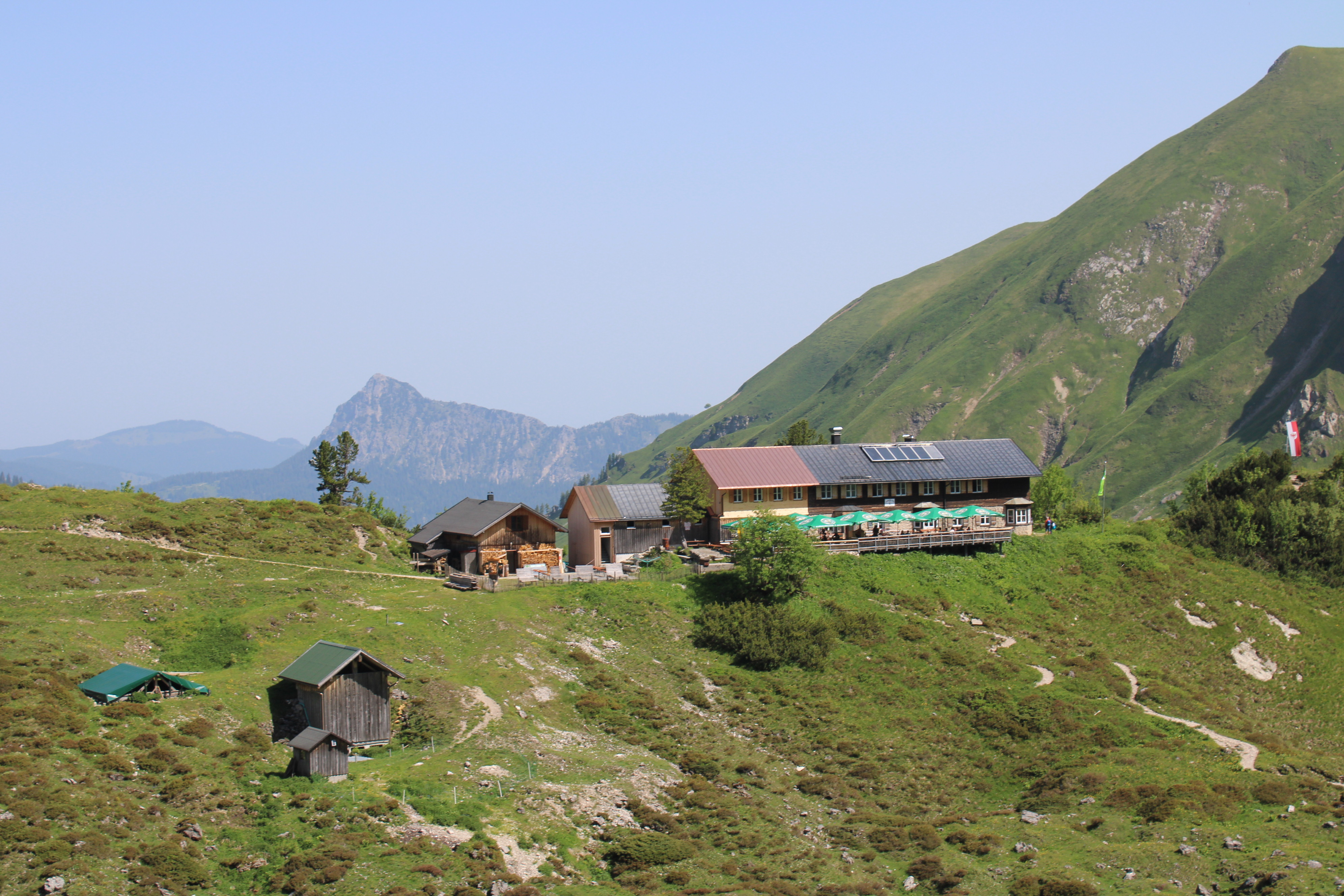
Von Süden
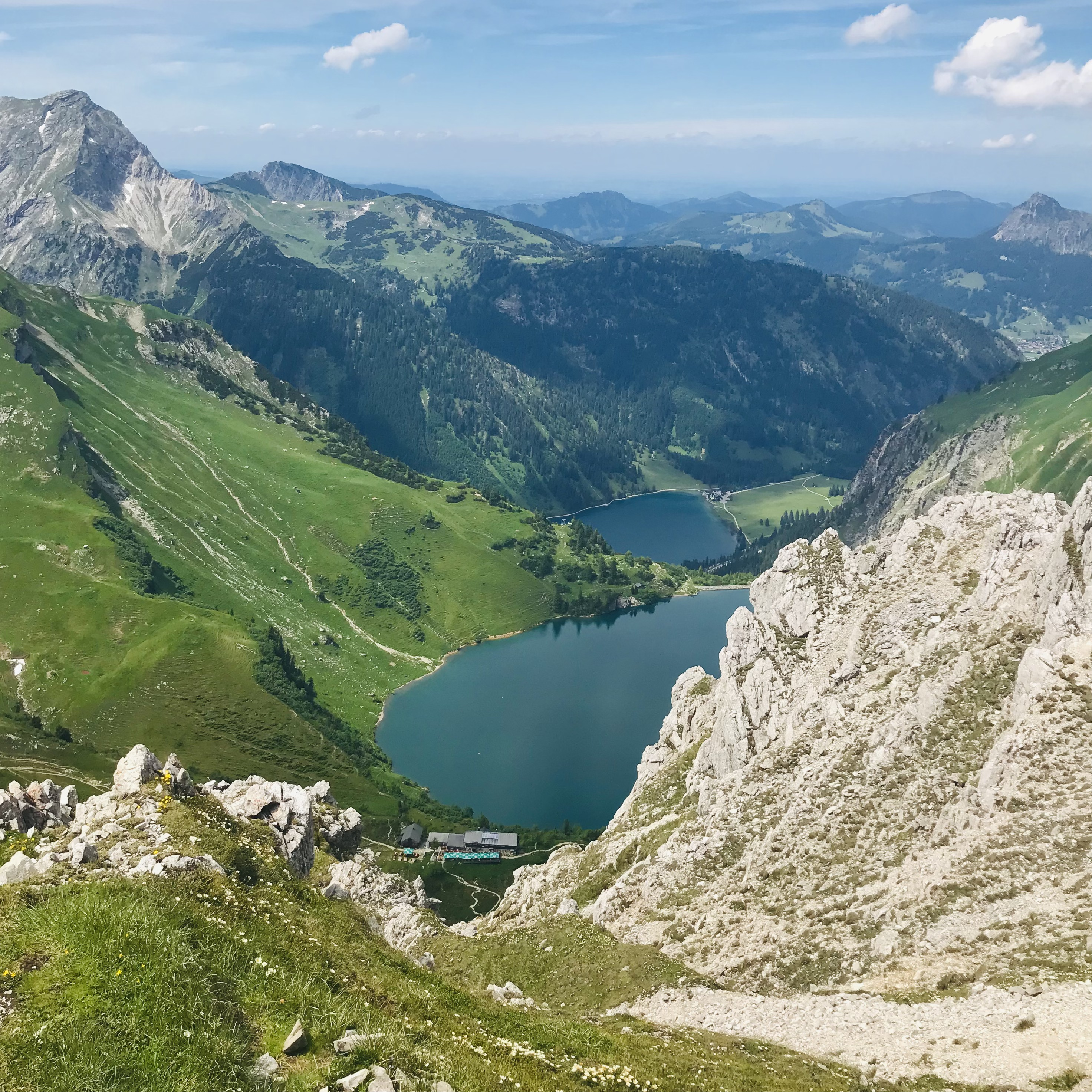
Von der Lachenspitze
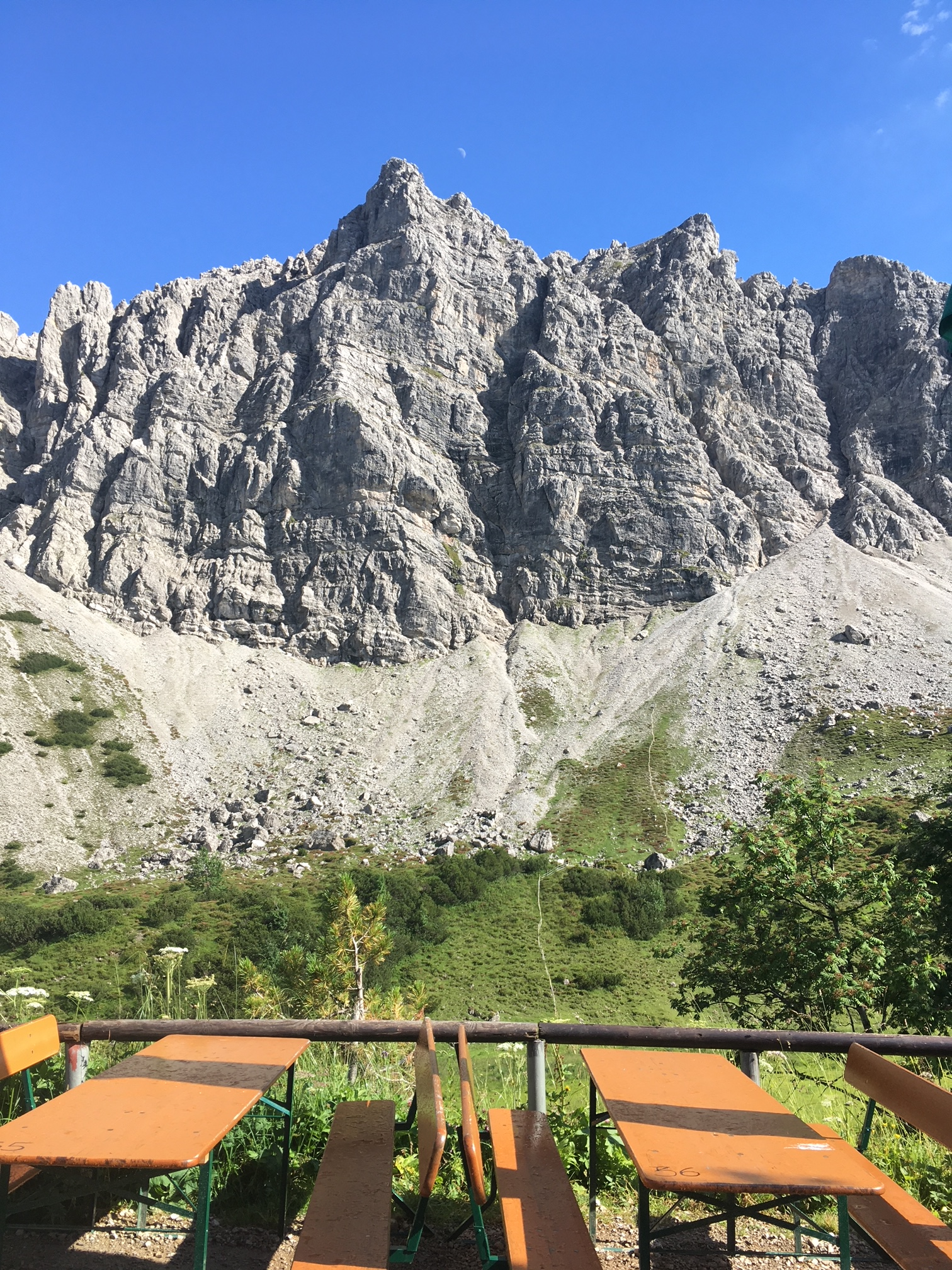
Blick von der Terrasse in die Lachenspitze-Nordwand
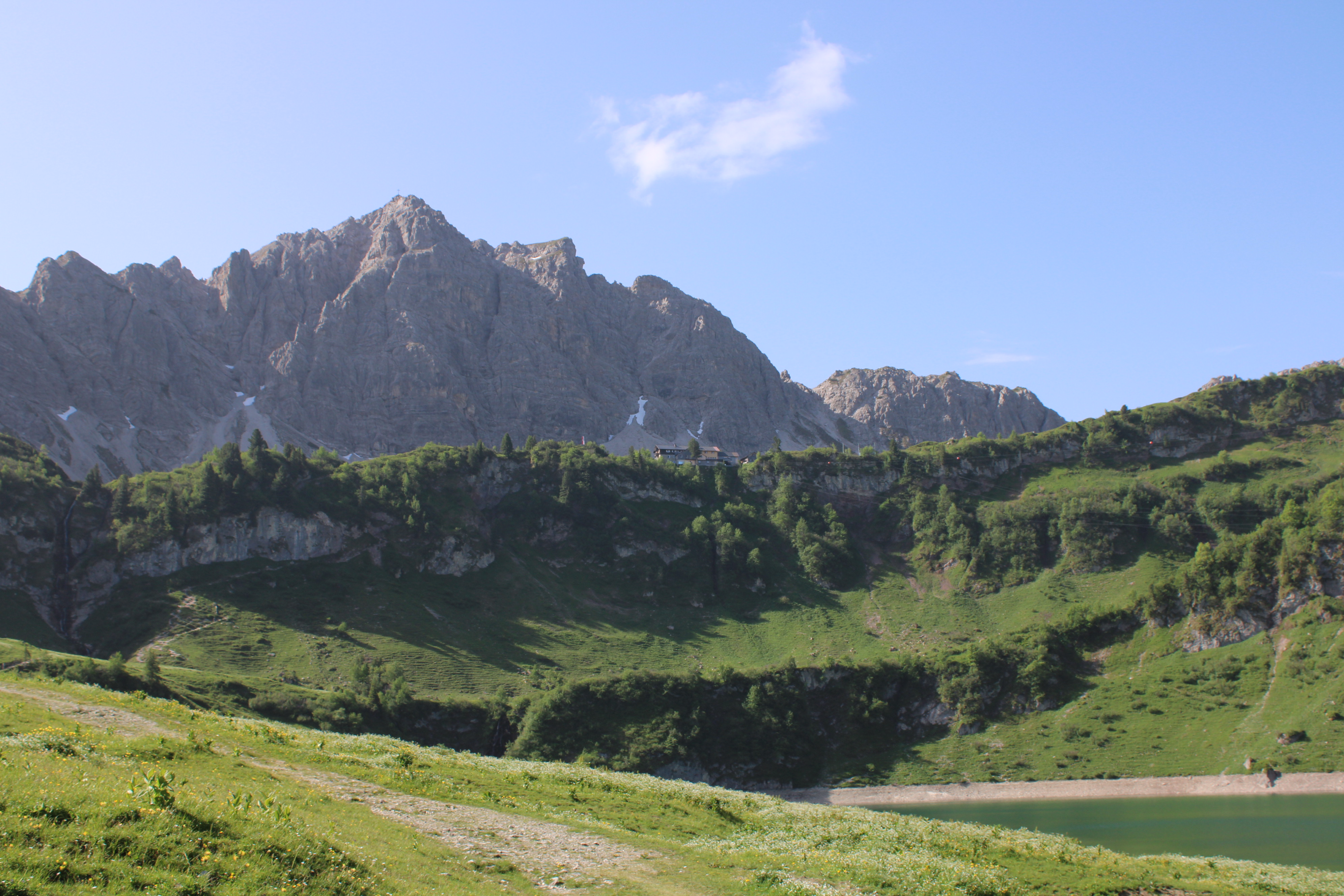
Von Norden über dem Traualpsee
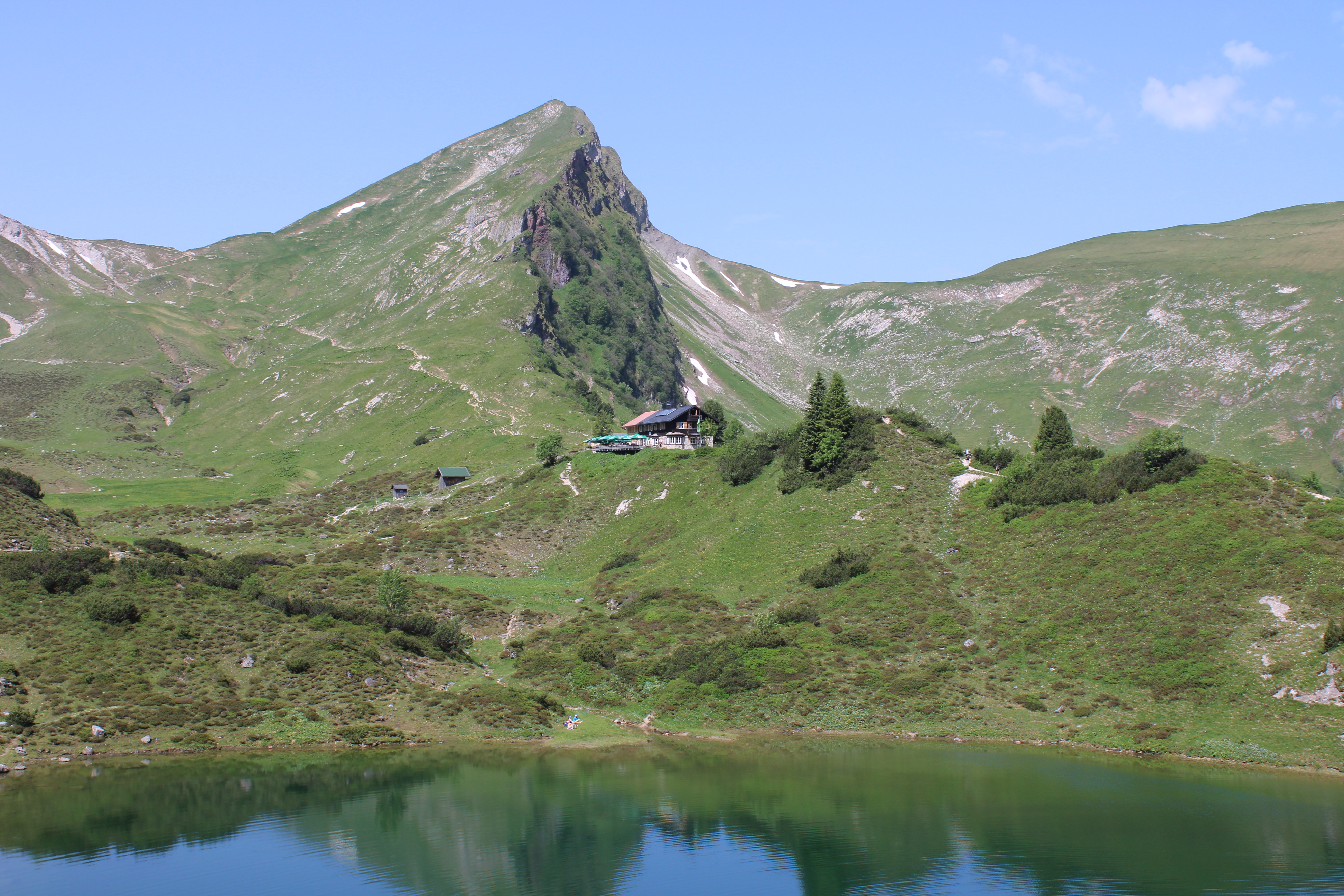
Von Südosten über der Lache unterhalb der Roten Spitze
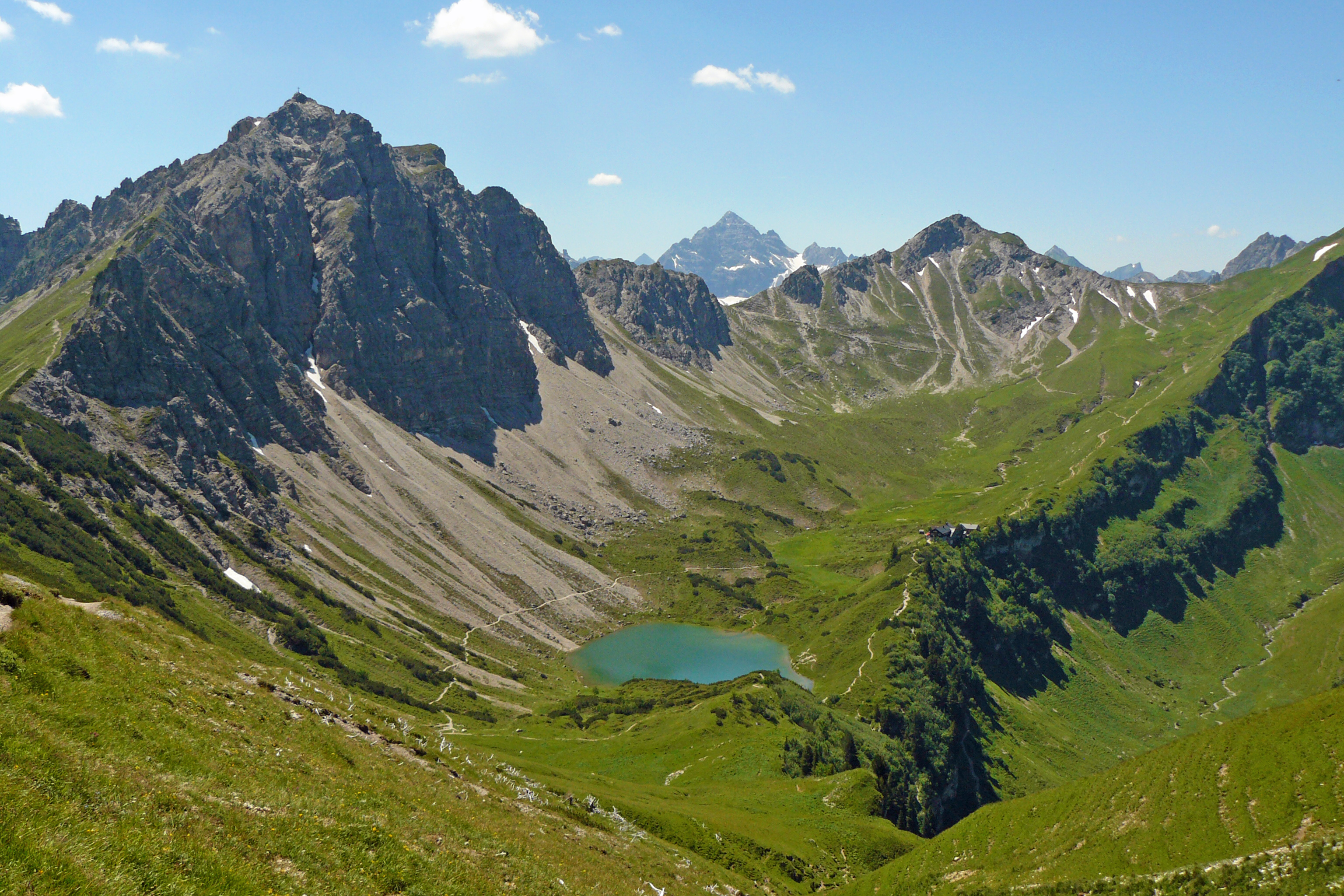
Lage der Hütte über der Lache (im Hintergrund der Hochvogel)
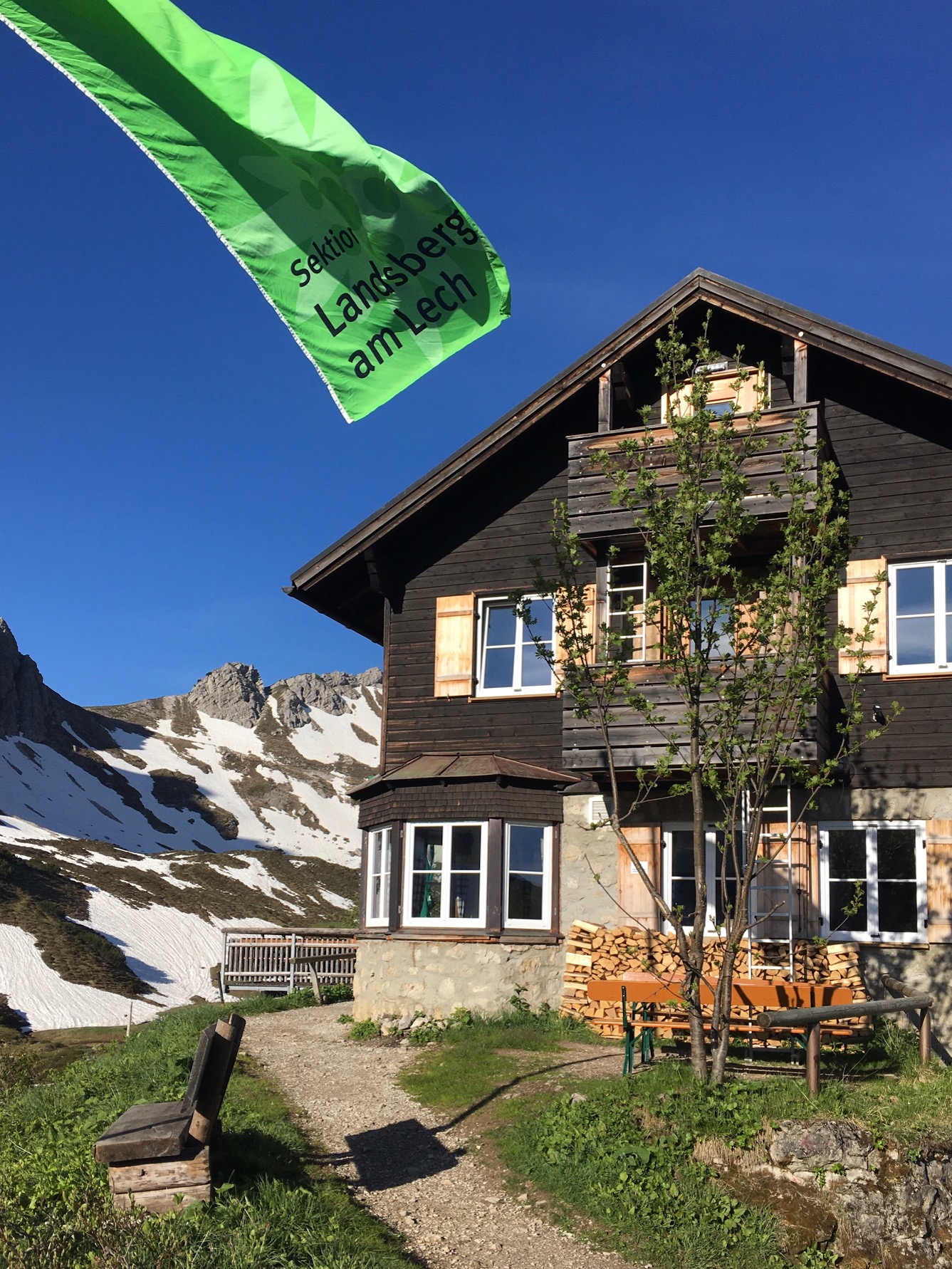
Von Osten
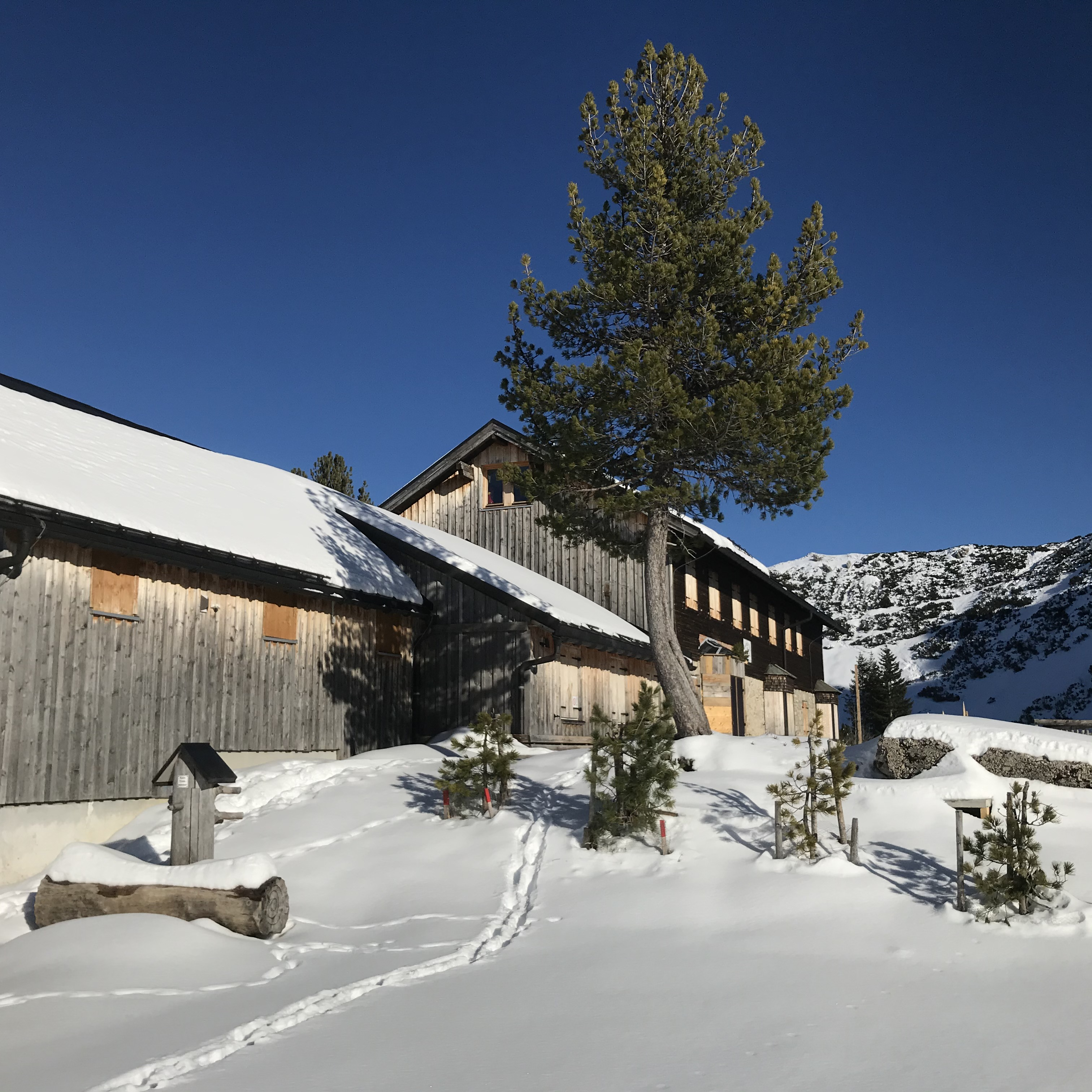
Während der Hüttenruhe im Winter (vor der Erweiterung 2025)